# Nicolas Louis d'Estagniol
Nicolas Louis d'Estagniol, né à Sedan le 8 mars 1741 et mort à Glaire (Ardennes) en 1820, est un militaire français, député de la noblesse aux États généraux de 1789. Il siège jusqu'à la fin de la session de l'Assemblée nationale constituante le 30 septembre 1791.

## Biographie

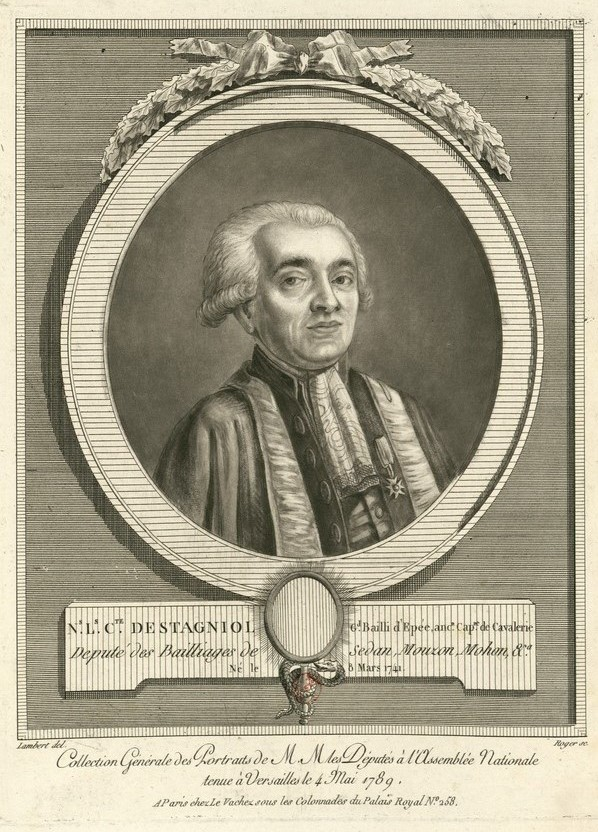
Nicolas Louis d'Estagniol. Collection général des portraits de Messieurs les députés à l'Assemblée nationale, 1790. BNF, Paris.

Nicolas Louis, comte d'Estagniol, est né à Sedan le 8 mars 1741,,. Il est le fils de Pierre Louis d'Estagniol, de petite noblesse languedocienne, installé à Sedan, et de Germaine Catel.

### Carrière
Seigneur de Saint-Pierre-sur-Vence (Ardennes), il est d'abord militaire et parvient au grade de capitaine de cavalerie. Chevalier de Saint-Louis, il est également lieutenant des maréchaux de France,, bailli grand sénéchal des principauté et bailliage de Sedan,. Cette dernière charge est d'apparat. Elle consiste à présider les séances du bailliage de Sedan et à paraître en tête de la noblesse.
Il est élu le 30 mars 1789, député de la noblesse du bailliage de Sedan aux États généraux,,,,.
À l'Assemblée nationale constituante, Nicolas Louis d'Estagniol est un fidèle du roi et peut être classé parmi les aristocrates. Il fait partie des députés qui accompagnent le roi à Paris le 6 octobre 1789,. Néanmoins, après la fuite de Varennes, il prête serment à la Constitution et à l'Assemblée comme colonel de la garde nationale,. Après la fin de la session de l'Assemblée nationale constituante, il n'a plus d'activité politique.
Il meurt à Glaire (Ardennes), en 1820.

### Mariage
Nicolas Louis d'Estagniol épouse le 17 janvier 1770 à Samogneux (Meuse) Anne Blanchot, fille de Nicolas Blanchot de la Gravière, trésorier de France au bureau des finances de la généralité de Metz, et d'Anne-Thérèse Thiery.

## Décoration
Chevalier de l'ordre royal et militaire de Saint-Louis.